# Сарезьке озеро
Саре́зьке о́зеро (тадж. Сарез кӯл, МФА: [sɐˈɾes‿kʰɵl]) — високогірне озеро у Памірі, в Таджикистані.
Озеро утворилось у ніч з 5 на 6 (з 18 на 19 за новим стилем) лютого 1911 року, коли землетрус в 9 балів за шкалою Ріхтера спричинив обвал гірських порід у долину річки Мургаб. Близько 2 км³ каменю сповзло до долини, поховавши під собою таджицький кишлак Усой з 54 жителями. Обвал перегородив ущелину, загативши при цьому річку Мургаб.
Пізніше вода озера, що піднялась перед камінням греблі (гребля Усой), затопила кишлак Сарез (звідси і назва). Поступово Мургаб знайшов собі стік через частину греблі, але вона вистояла. Геологи вважають, що гребля нестійка й може зруйнуватися в часі майбутнього сильного землетрусу. Береги стрімкі, прямовисні скелі.

## Небезпека обвалу
Із 1914 року Усойська гребля почала протікати. Над озером нависає масивна частина гірських порід. Якщо вона зсунеться в озеро, то неминуча катастрофа із мільйонами жертв. Уряд Таджикистану неодноразово звертався за допомогою у вирішенні питання озера до сусідніх країн. Поки що далі проектів діло не йшло.